# Paul Is Dead
A "Paul Is Dead" a német Scooter együttes és az ausztrál producer Timmy Trumpet közös kislemeze, mely 2020. november 27-én jelent meg. Albumon először Timmy Trumpet 2020-as "Mad World" című lemezén jelent meg, majd a 2021-es "God Save The Rave" című Scooter-lemezen. Fizikai formátumban nem jelent meg, Extended változatát és az instrumentális verziót kezdetben csak egyes piacokon forgalmazták. A dal 170 BPM-es tempójával lényegesen gyorsabb, mint a korábbi Scooter-kislemezek. A dal a 14. helyet szerezte meg a magyar slágerlistán.

## Története
A 2020-as év során többször elhangzott, hogy a Scooter neves producerekkel fog együtt dolgozni. Ez nem volt váratlan, hiszen a Chapter Six alatt többször is együtt dolgoztak másokkal (Harris & Ford, Dimitri Vegas & Like Mike, Finch Asozial). Először november 16-án került fel az internetre Timmy Trumpet új albumának tracklistája, melyen ott szerepelt a "Paul Is Dead". A dalból egy kb. 1 perces részletet a Scooter tagjainak beköszönésével már játszott a Halloween alkalmából készített DJ-szettjében. November 19-én derült ki, hogy a "Paul is Dead" lesz a Scooter új kislemeze is. November 27-én éjfélkor volt a videoklip premierje, ezután nyomban bejelentették, hogy a 2021-ben megjelenő "God Save The Rave" nagylemezen is rajta lesz.

## Számok listája
1. Paul is Dead (2:55)
2. Paul Is Dead (Extended) (4:14)
3. Paul Is Dead (Instrumental) (3:08)

## Közreműködtek
- H. P. Baxxter (szöveg)
- Sebastian Schilde, Michael Simon (zene)
- Jens Thele (producer)
- Timothy Jude Smith (Timmy Trumpet, társszerző)
- Jeremy Bunawan, Leonie Burger (társszerzők)
- Ben Baumgarten (videoklip rendező)
- Henrik Haftenberger, Isabell Cissarz, Steven Suska, Norman Kochanski, Zyrkus Video Productions (videoklip stáb)

## Videóklip
A klipet, a korábbiakhoz hasonlóan, a Zyrkus Video productions készítette. Felbukkan benne a Scooter három tagja, egyes jelenetekben egy-egy üvegkockába zárva, máskor egy régi katonai rádiót használva és telefonálva, továbbá hasonlóan bezárt táncoslányok, akiknek olykor maszk van az arcán. Timmy Trumpet csak bevágott képkockákon szerepel.

## További információ
- A kislemez a Spotify-on
- A kislemez az Apple Music-on (elérhető iTunes Store-on is)[halott link]
- A kislemez a YouTube Music-on
- Discogs oldal